# باول وليامز (لاعب كرة قدم مواليد 1970)
باول وليامز (بالإنجليزية: Paul Williams)‏ هو لاعب كرة قدم بريطاني في مركز ظهير ‏، ولد في 25 سبتمبر 1970 في ليفربول في المملكة المتحدة. لعب مع نادي دونكاستر روفرز.